# Makortî, Sofiivka
Makortî (în ucraineană Макорти) este un sat în comuna Perșe Travnea din raionul Sofiivka, regiunea Dnipropetrovsk, Ucraina.

## Demografie
Componența lingvistică a localității Makortî
     Ucraineană (96,19%)
     Rusă (3,6%)
     Alte limbi (0,21%)
Conform recensământului din 2001, majoritatea populației localității Makortî era vorbitoare de ucraineană (96,19%), existând în minoritate și vorbitori de rusă (3,6%).